# Swizz Beatz Presents G.H.E.T.T.O. Stories
Swizz Beatz Presents G.H.E.T.T.O. Stories è un album discografico di raccolta realizzato dal produttore e rapper statunitense Swizz Beatz e pubblicato nel 2002.

## Tracce
1. The Start (Intro) – 1:47
2. Ghetto Stories (Swizz Beatz) – 3:38
3. Big Business (Jadakiss & Ron Isley) – 4:34
4. Turn It Up (Interlude) – 1:45
5. Endalay (Busta Rhymes & Swizz Beatz) – 4:58
6. Shyne (Shyne & Mashonda) – 4:31
7. Ghetto Love (Mashonda & LL Cool J) – 5:06
8. Alien (skit) – 2:13
9. Good Times (Styles P) – 4:25
10. Gone Delirious (Lil' Kim) – 4:28
11. N.O.R.E. (N.O.R.E.) – 4:18
12. Let Me See Ya Do Your Thing (Birdman & Yung Wun) – 4:23
13. Island Spice (Eve) – 4:27
14. Guilty (Bounty Killer & Swizz Beatz) – 4:42
15. Salute Me (Remix) (Nas, Fat Joe & Cassidy) – 3:58
16. We Did It Again (Metallica & Ja Rule) – 4:44
17. Bigger Business (Jadakiss, Ron Isley, Diddy, Birdman, Snoop Dogg, Cassidy & TQ) – 3:57